# Tampabaai
De Tampabaai (Engels: Tampa Bay) is een natuurlijke baai in de Golf van Mexico aan de westkust van Florida, Verenigde Staten. Aan de baai liggen onder meer de steden  Tampa, Saint Petersburg, Clearwater, Brandon, Riverview en Spring Hill die een agglomeratie vormen van 5 miljoen inwoners.